# Solbjørk Minke Anderson
Solbjørk Minke Anderson (født 15. august 2004 i København) er en cykelrytter fra Danmark, der er på kontrakt hos Uno-X Mobility.

## Karriere
Som femårig blev Minke Anderson interesseret i landevejscykling, og hun fik sin cykelopdragelse hos Amager Cykle Ring. Hun blev licensrytter i 2013. I 2020 blev hun dansk U17-danmarksmester i linjeløb. I februar 2021 blev hun præsenteret som ny rytter hos Give Cykelklubs juniorhold. 
Ved DM i linjeløb 2021 i juni blev Solbjørk Minke Anderson dansk juniormester i linjeløb foran Julie Lillelund og holdkammerat Laura Auerbach-Lind. 23. august 2021 skiftede hun med øjeblikkelig virkning til Team Rytger. Ved DM i linjeløb 2022 genvandt Solbjørk Minke Anderson DM-titlen og vandt sølv i enkeltstart for juniorer.
Fra 2023-sæsonen skiftede hun til det franske kontinentalhold Grand Est-Komugi-La Fabrique. Karrierens første deltagelse i et UCI World Tour-løb kom fra den 17. til 20. juni 2023, da Solbjørk Minke med sit franske hold deltog i Tour de Suisse Women. Den 25. juni blev hun dansk U23-mester i linjeløb. I september blev det offentliggjort at Minke Anderson fra 2024 havde skrevet en toårig kontrakt med World Tour-holdet Uno-X Mobility.
I 2024 blev Solbjørk Minke Anderson udtaget til OL sammen med Cecilie Uttrup Ludwig og Emma Norsgaard. Hun måtte dog melde fra til OL efter at være blevet påkørt under en træningstur i Danmark. Hun erstattedes af Rebecca Koerner.

## Meritter
2021
 Dansk juniormester i linjeløb
2022
 Dansk juniormester i linjeløb
 Dansk mester i holdløb (Team Rytger p/b Carl Ras)
2. plads, DM i enkeltstart for juniorer
2023
 Dansk U23-mester i linjeløb
2. plads, Grand-Prix Oberbaselbiet
4. plads samlet ved Watersley Womens Challenge
 Bjergkonkurrencen
 Ungdomskonkurrencen
2024
5. plads samlet ved Volta a Catalunya Femenina
 Ungdomskonkurrencen